# Grupo (rede social)
Um grupo (muitas vezes denominado como comunidade, e-group ou clube) é um recurso em muitas redes sociais que permite aos usuários criar, postar, comentar e ler assuntos de seu interesse e fóruns específicos de nicho, muitas vezes dentro do universo das comunidades virtuais. Os grupos, que têm a opção de acesso aberto ou fechado, convite e / ou adesão de outros usuários de fora, são formados para fornecer minirredes dentro de um serviço de rede social maior e mais diversificado. Assim como as listas de mala direta, eles também pertencem e são mantidos por proprietários, moderadores ou gerentes, que podem editar postagens em tópicos de discussão e regular o comportamento dos integrantes do grupo. Porém, ao contrário dos fóruns e listas de mala direta tradicionais da Internet, os grupos de redes sociais permitem que proprietários e moderadores compartilhem credenciais de conta entre grupos sem ser necessário fazer login.

## História
O surgimento da World Wide Web provocou uma expansão dos vários métodos de comunicação na Internet, muitos dos quais foram limitados nos anos 1980 à discussão em grupos de notícias, BBS e salas de bate-papo. Embora o início da ascensão da comunicação de massa via web tenha ocorrido através dos primeiros fóruns da Internet em meados dos anos 90, alguns serviços como MSN Groups, Yahoo! Grupos e eGroups foram os pioneiros na combinação de arquivos de listas de e-mails baseados na web com perfis de usuários; no ano 2000, esses serviços dobraram como listas de mala direta completas e fóruns da Internet, o que garantiu aos usuários criar uma variedade enorme de meios de discussão e rede com limites relativamente esparsos de complexidade. Outros recursos são salas de bate-papo (geralmente baseadas em Java), galerias de imagens e vídeos e calendários de grupo.
O segundo surto de rede bullecalbel, que era menos dependente de recursos relacionados à lista de e-mails e mais aos recursos de fóruns da Internet, teve início em meados dos anos 2000 através de serviços como LiveJournal, Friendster, MySpace e Facebook. Esses serviços deram continuidade à evolução do e-group via web como meio de discussão e organização. No final dos anos 2000, serviços como Yammer e Micromobs aperfeiçoaram ainda mais a comunicação de e-group tirando proveito dos fluxos de atividades do tipo microblog.

## Em mundos virtuais
No Second Life, os grupos são menos centrados em fóruns de discussão (como tal, um recurso de conferência assíncrona não pertence à rede do Second Life desde 2009) e no interesse comum, e são mais centrados na manutenção de uma localização geográfica específica dentro da rede. Esses grupos são bastante criados por proprietários de áreas como edifícios, lotes de terreno ou ilhas inteiras, com a finalidade de atender aos visitantes e clientes mais frequentes das regiões. Devido à capacidade limitada de mensagens assíncronas do Second Life, os grupos também são uma maneira de enviar anúncios em massa por e-mail pertinentes ao grupo, mas não são totalmente capazes de hospedar discussão ou deliberação de tais mensagens de anúncio.

## A importância dos grupos de redes sociais online
Antes de as pessoas expandirem sua vida social para a internet, elas tinham pequenos círculos. Isso incluiu as redes adquiridas em áreas rurais ou aldeias, como família, amigos e vizinhos, além de grupos comunitários, como igrejas. Essas redes representaram uma rede de segurança social para apoiar os indivíduos.
Desde que transferimos boa parte de nossa vida social para a internet, os grupos de redes sociais online se tornaram uma forma de estruturar nossa vida social. A rede online é formada por grupos de pessoas, unindo-se na World Wide Web. Para poder separar os muitos clusters diferentes aos quais fazemos parte, usamos grupos online para organizar e dar sentido a todos os nossos contatos. Essa criação de sentido está enraizada dentro de nós, classificamos e classificamos as pessoas em compartimentos ou classificamos por categorias para fazer sentido e tentar compreender nossos relacionamentos com as pessoas ao nosso redor. Os grupos de redes sociais online, portanto, nos permitem fazer a mesma coisa online. As redes sociais têm um grande impacto na vida das pessoas. Desde que o advento das redes sociais ofereceu às pessoas com laços mais frouxos e diversidade em seus relacionamentos, ela cria estresse e oportunidades. Além disso, a revolução da Internet transformou o ponto de contato de uma família para o indivíduo. Além disso, as pessoas têm se comunicado constantemente umas com as outras devido à revolução móvel. Resumindo, estas revoluções criaram um novo sistema operacional social: o "individualismo em rede". O modo como as pessoas atualmente se conectam, comunicam e trocam informações pode ser descrito como uma forma de sistema operacional por causa das semelhanças entre a estrutura dos sistemas de computador e o individualismo em rede que tomou forma na sociedade. Essas estruturas consistem em regras não escritas, normas, restrições e oportunidades que são aparentes para aqueles que estão em uma rede específica.

## Preocupações
Algumas pesquisas afirmam que notícias falsas estão se espalhando pelas redes sociais online. Um estudo recente afirmou que as pessoas expostas a notícias falsas geralmente voltam à opinião original, mesmo descobrindo que as informações que receberam eram falsas.